# Muddy (Montana)
Muddy (Heóvonêheo'he'é-taneno nella vecchia lingua d'origine) è un census-designated place degli Stati Uniti d'America, nello stato del Montana, nella Contea di Big Horn. Nel 2010 contava 617 abitanti. Fa parte della Northern Cheyenne Indian Reservation.